# Kho kho

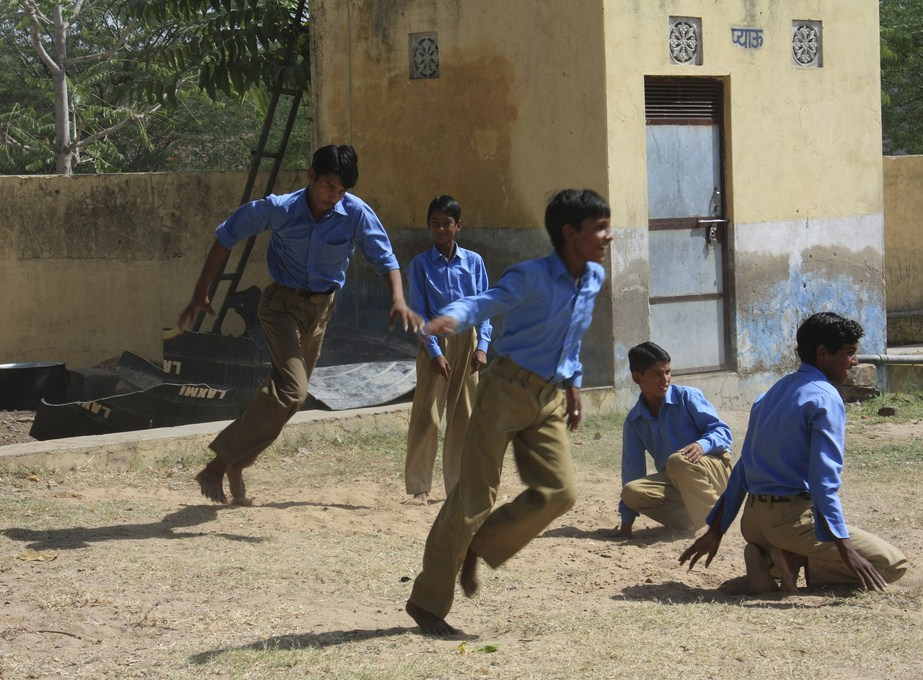
印度哈里亚纳邦一群正在玩Kho kho遊戲的學生

Kho kho是一项起源于古印度的體育運動，而且在印度次大陸比較流行 。  Kho kho的場地是一個矩形球场，球场中央有一条跑道，连接球场两端的两根杆子。比赛时，进攻方有9名球员在场上，其中8名球员蹲在跑道中央，防守方有3名隊員在球场周围奔跑。 